# 包羲民
包羲民（？—？），字醇夫，廣東廉州府合浦縣人，明朝政治人物。

## 生平
成化四年（1468年）戊子科廣東鄉試第七十三名舉人，二十年（1484年）甲辰科三甲第三十五名進士。授繁昌縣知縣，在任三載丁憂。服闋，起為涇縣知縣，升廣信府同知，政尚廉平，始終一致，卒於官。二子包廣、包廉均為舉人。